# Ленинградская железная дорога
Ленинградская железная дорога — железная дорога в СССР. Образована в 1940 году при разделении Октябрьской ж. д. В новообразованную дорогу вошли линии, относившиеся до 1929 года к Северо-Западным ж. д. (ранее к Петербурго-Варшавской, Балтийской и Псково-Рижской железным дорогам), Московско-Виндаво-Рыбинской ж. д. Расформирована в 1942 году. Вновь образована в 1947 году, в 1953 году объединена с Октябрьской ж. д.

## Линии

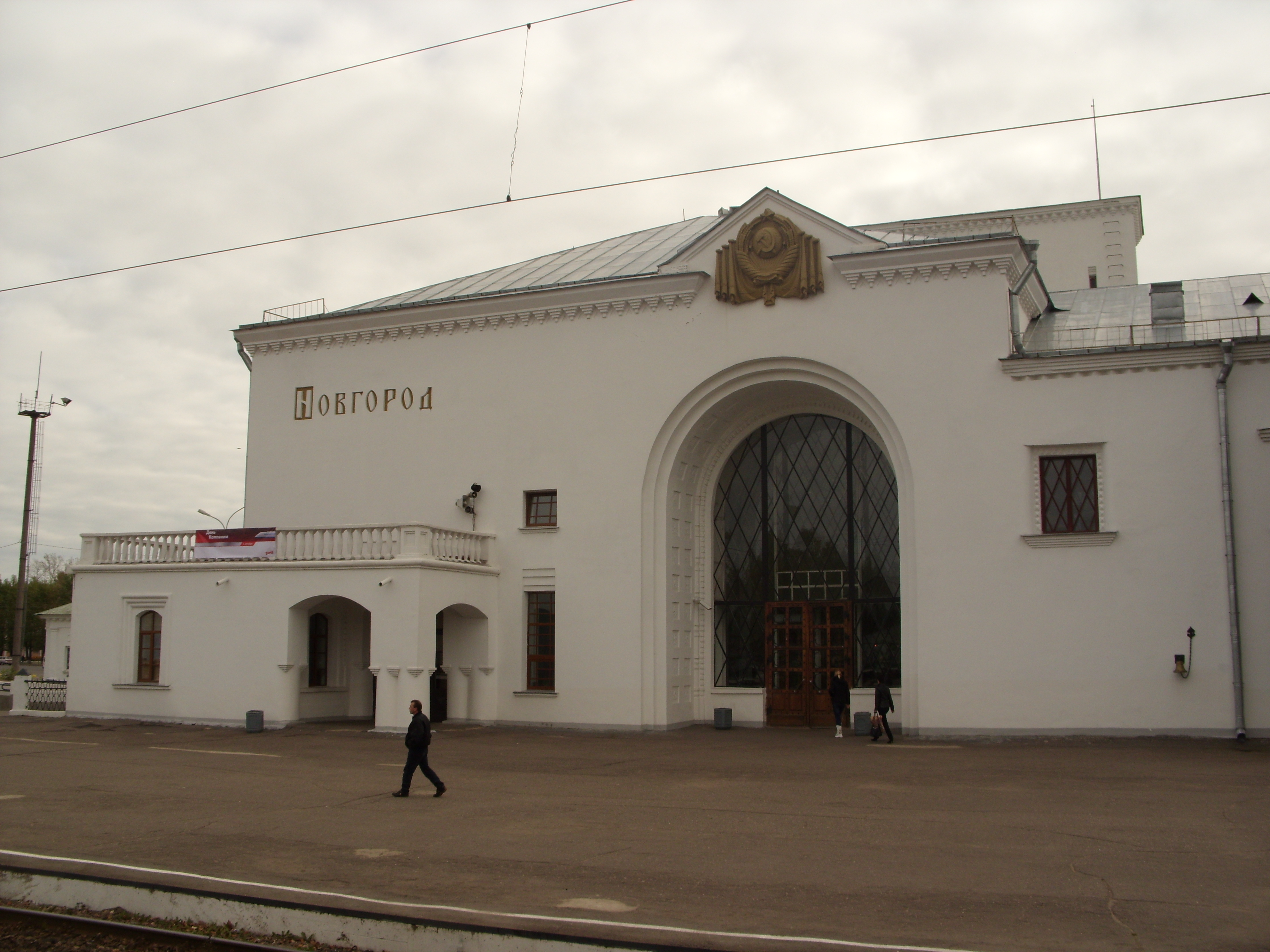
Вокзал ст. Новгород

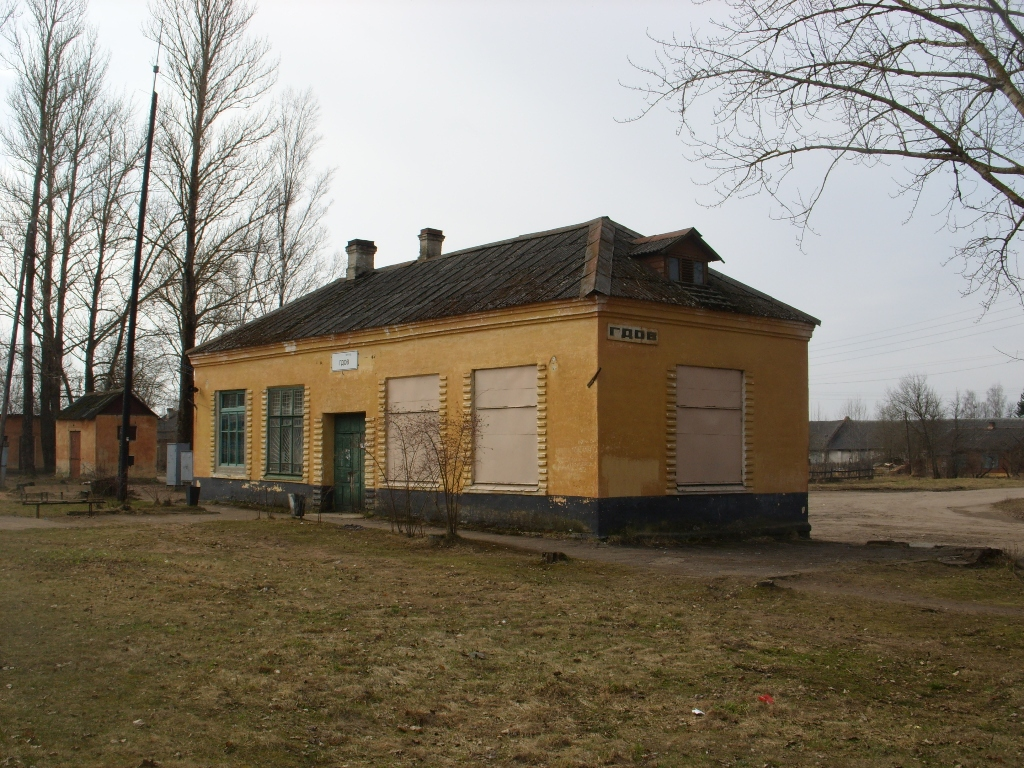
Вокзал ст. Гдов

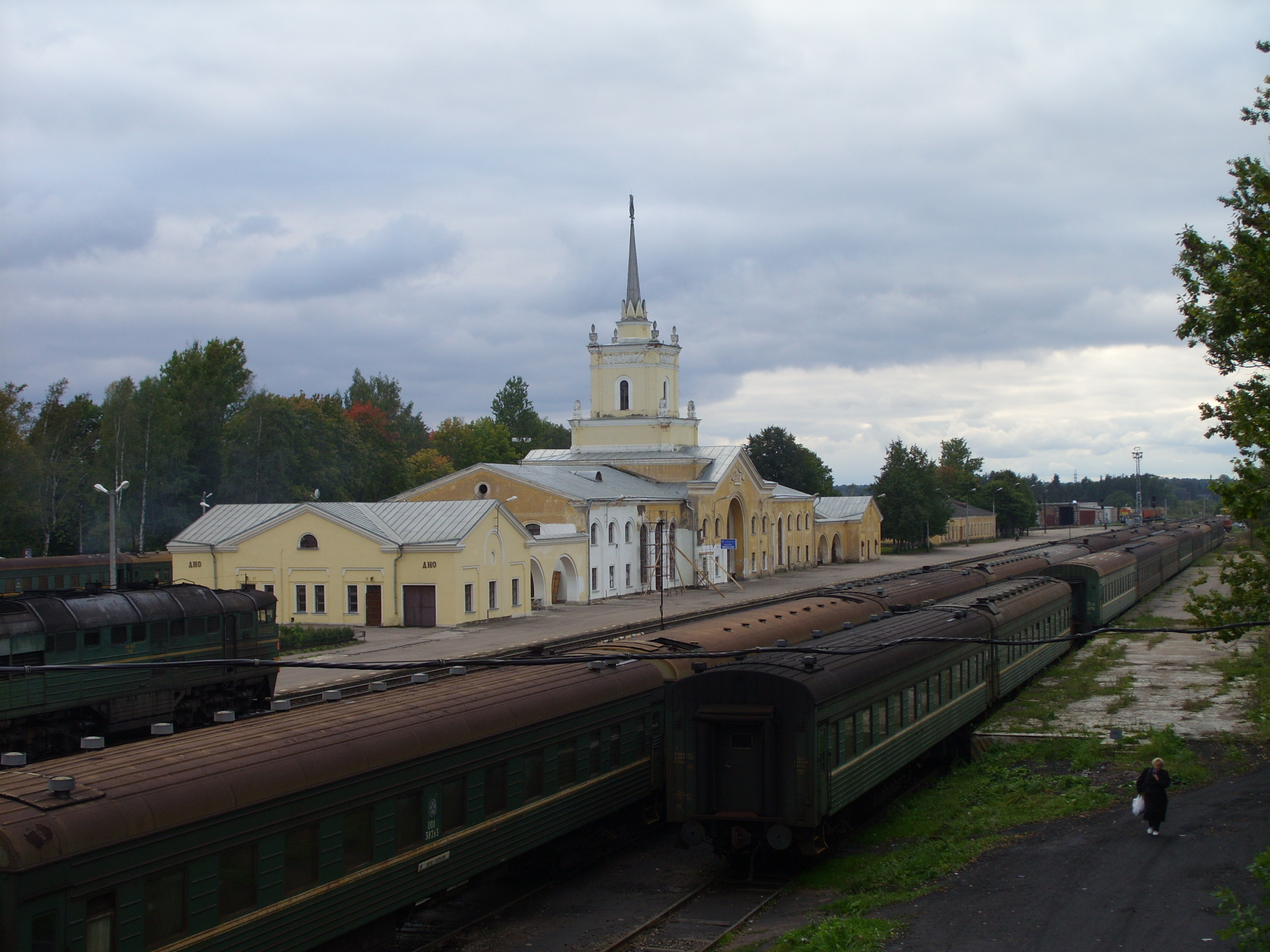
Вокзал ст. Дно

- Ленинград-Варшавский — Гатчина-Варшавская — Луга — Псков — Остров — Пыталово (Латвийской ж. д.)
- Ленинград-Балтийский — Лигово — Петергоф — Ораниенбаум — Калище — Котлы — Веймарн
- Котлы — Усть-Луга — Курголово
- Лигово — Красное Село — Гатчина-Балтийская
- Гатчина-Товарная-Балтийская — Новолисино — Стекольный — Войтоловка (граница с Октябрьской ж. д.) — Мга (Окт. ж. д.); Стекольный — Тосно (Окт. ж. д.)
- Ленинград — Гатчина-Балт. — Волосово — Сала (граница с Эстонией) — Нарва (Эстонской ж. д.)
- Волосово — Извара — Мшинская
- Псков — Гдов — Сланцы — Веймарн. Разрушена в Великую Отечественную войну; участок Псков — Гдов не восстановлен.
- Псков (Берёзки) — Опочка — Идрица (граница с Калининской ж. д. и Западной ж. д.). Разрушена в Великую Отечественную войну; не восстановлена.
- Ленинград-Витебский — Павловск — Оредеж — Дно — Сущево (граница с Калининской ж. д.)
- Павловск — Новолисино — Новгород
- Луга — Луга II — Батецкая — Новгород
- Новгород — Шимск — Старая Русса. Разрушена в Великую Отечественную войну; не восстановлена.
- Новгород — Чудово-Новгородское — Чудово-Московское (Окт. ж. д.)
- Псков — Порхов — Дно — Старая Русса (граница с Калининской ж. д.)